# Lasiancistrus wiwa
Lasiancistrus wiwa — вид панцирних сомів. Описаний у 2023 році.

## Поширення
Ендемік Колумбії. Поширений у басейні річки Ранчерія у департаменті Гуахіра на півночі країни.

## Назва
Видова назва wiwa вшановує корінний народ віва, який живе на півночі Колумбії. Віва були витіснені у гори Сьєрра-Невада-де-Санта-Марта, і їхня чисельність становить 14-18 тис. осіб.